# Cook Islands First Party
Die Cook Islands First Party (ursprünglich: Demo Tumu Party, dt.: „Originale/Wahre Demokratische Partei“) war eine Politische Partei in den Cookinseln. Die Partei war ursprünglich eine Splittergruppe der Democratic Party, welche Premierminister Robert Woonton gegenüber Terepai Maoate unterstützte. In den Wahlen 2004 gewannen die Demokraten eine klare Mehrheit, aber es war nie klar, ob Woonton die Stimmen seiner Partei hatte um Premierminister zu bleiben. Woontons kündigte daher am 15. November 2004 an, dass er eine Koalition mit der rivalisierenden Cook Islands Party eingehen würde mit sich selbst als Premierminister. Das führte zu erbitterten Kämpfen innerhalb der Demokraten. Letztlich wurden Woonton und sein Gesundheitsminister Peri Vaevae Pare aus der Partei ausgeschlossen. Woonton reagierte darauf am 1. Dezember 2004 durch die Gründung seiner eigenen Partei, der „Demo Tumu Party“.
Anfangs bestand die Partei nur aus vier Abgeordneten: Woonton, Pare, dem damaligen Bildungsminister Jim Marurai und den Backbenchers der Demokraten Teenui Mapumai und Poko Simpson. Die Partei erhielt ihre Koalition mit der Cook Islands Party mit der Unterstützung des unabhängigen Abgeordneten Piho Rua und Woonton blieb Premierminister. Woonton trat in der Folge zurück um 2005 in einer Nachwahl für Manihiki anzutreten und seine Regierung wurde aufgelöst. Die Koalition hielt jedoch und Woontons Stellvertreter Jim Marurai wurde Premierminister als Teil eines Deals, wonach der CIP-Führer Geoffrey Henry ihn nach zwei Jahren ersetzen würde.
Der Koalitions-Deal wurde im September 2005 aufgelöst und die Partei, die sich mittlerweile „Cook Islands First“ nannte, bildete eine neue Koalition mit den Demokraten. Die Parteien vereinigten sich kurz vor den Wahlen 2006 wieder und die Partei ist aufgelöst.